# Amietophrynus poweri
Amietophrynus poweri là một loài cóc thuộc họ Bufonidae.
Loài này có ở Angola, Botswana, Namibia, và Nam Phi.
Môi trường sống tự nhiên của chúng là xavan khô, xavan ẩm, vùng cây bụi khô khu vực nhiệt đới hoặc cận nhiệt đới, đồng cỏ khô nhiệt đới hoặc cận nhiệt đới vùng đất thấp, đầm nước, đầm nước ngọt, đầm nước ngọt có nước theo mùa, đất canh tác, vùng đồng cỏ, và ao.